# Stanislas Carmont
Pour les articles homonymes, voir Carmont.
 (juin 2025).
 (juin 2025).
La mise en forme du texte ne suit pas les recommandations de Wikipédia : il faut le « wikifier ».
Les points d'amélioration suivants sont les cas les plus fréquents :
- Les titres sont pré-formatés par le logiciel. Ils ne sont ni en capitales, ni en gras.
- Le texte ne doit pas être écrit en capitales (les noms de famille non plus), ni en gras, ni en italique, ni en « petit »…
- Le gras n'est utilisé que pour surligner le titre de l'article dans l'introduction, une seule fois.
- L'italique est rarement utilisé : mots en langue étrangère, titres d'œuvres, noms de bateaux, etc.
- Les citations ne sont pas en italique mais en corps de texte normal. Elles sont entourées par des guillemets français : « et ».
- Les listes à puces sont à éviter, des paragraphes rédigés étant largement préférés. Les tableaux sont à réserver à la présentation de données structurées (résultats, etc.).
- Les appels de note de bas de page (petits chiffres en exposant, introduits par l'outil «  Source ») sont à placer entre la fin de phrase et le point final[comme ça].
- Les liens internes (vers d'autres articles de Wikipédia) sont à choisir avec parcimonie. Créez des liens vers des articles approfondissant le sujet. Les termes génériques sans rapport avec le sujet sont à éviter, ainsi que les répétitions de liens vers un même terme.
- Les liens externes sont à placer uniquement dans une section « Liens externes », à la fin de l'article. Ces liens sont à choisir avec parcimonie suivant les règles définies. Si un lien sert de source à l'article, son insertion dans le texte est à faire par les notes de bas de page.
- La présentation des références doit suivre les conventions bibliographiques. Il est recommandé d'utiliser les modèles {{Ouvrage}}, {{Chapitre}}, {{Article}}, {{Lien web}} et/ou {{Bibliographie}}. Le mode d'édition visuel peut mettre en forme automatiquement les références.
- Insérer une infobox (cadre d'informations à droite) n'est pas obligatoire pour parachever la mise en page.

Pour une aide détaillée, merci de consulter Aide:Wikification.
Si vous pensez que ces points ont été résolus, vous pouvez retirer ce bandeau et améliorer la mise en forme d'un autre article.
Stanislas Carmont, né en 1998, est un artiste français actif dans de divers domaines : cinéma, théâtre, punk-rock, journalisme, poésie, etc.
Tous ses choix artistiques sont en adéquation, chacun à sa façon, avec la façon dont le définit le journal L'Humanité : « le refus de se laisser définir par son handicap ». Il est autiste et travaille dans chaque domaine avec des artistes présentant ou pas, des handicaps divers.

## Biographie
En 2007, à l’âge de huit ans, Stanislas Carmont est diagnostiqué autiste. Quatre ans plus tard, alors qu'il est scolarisé à l'IME (institut médico-éducatif) Perce-Neige Alternance de Bourg-la-Reine, il participe  dans le cadre de son IME à un atelier d'écriture proposé par son éducateur Christophe Lhuillier, lui-même compositeur et guitariste. Cette expérience va donner lieu quelques années plus tard au groupe Astéréotypie dont il devient ensuite l'un des chanteurs. En 2018, à 19 ans il s'inscrit à l'atelier du théâtre du Cristal et trois ans après, il intègre la troupe. En 2020, il rejoint l'équipe du journal Le Papotin, puis celle de l'émission télévisée Les Rencontre du Papotin. En 2022, alors qu'Astéréotypie, devient de plus en plus reconnu, un film documentaire conscacré au groupe punk-rock est réalisé par Laetitia Møller, L’Énergie positive des dieux, sort en salles. En 2024, il est un des interprètes principaux dans le film d'Artus Un p'tit truc en plus, qui cumule 10 millions d'entrées en France. Il se fait connaitre du grand public et de la profession. C'est à la suite du film et d'une rencontre avec lui dans le cadre des Rencontres de Papotin que Julien Doré le réclame pour un épisode de la série télévisée policière Panda diffusée sur TF1. Stanislas Carmont, obtient en 2025 le statut d’intermittent du spectacle. 

## Parcours professionnel et artistique

### Dans la musique
Stanislas Carmont fait partie depuis le début du groupe Astéréotypie, constitué de trois chanteurs et une chanteuse autistes ainsi que quatre musiciens, dont Christophe Lhuillier. Au fur et à  mesure, Astéréotypie, qui prend une coloration punk-rock, se fait connaitre et trouve rapidement son public. Il joue notamment à l'Olympia  et part en tournée.  
En 2022, Laetitia Møller réalise un film documentaire sur le groupe Astéréotypie : L'Énergie positive des dieux. Le film, sorti en salle et sur France TV, montre le groupe à toutes les étapes du processus créatif : répétitions, complicité des musiciens, vie de groupe, jusqu'aux concerts. La plateforme Tënk déclare : « Leur énergie et leurs mots n'ont rien à envier aux stars du post-punk. (...) Leur poésie brute et indomptée nous fait du bien ».

### Dans le journalisme
En 2020, Stanislas Carmont, alors qu'il est toujours à l'IME de Bourg-la-Reine, intègre la rédaction du journal Le Papotin. Celui-ci existe depuis 1990 sous forme papier, et se développe à partir de 2022 à travers une émission télévisée sur France 2 Les Rencontres du Papotin. La soixantaine de journalistes atypiques qui gravitent autour de l'émission invitent une personnalité et lui posent des questions, elles aussi atypiques. Selon Julien Bancilhon, psychologue à l’hôpital de jour d’Antony et rédacteur en chef du journal : « quand on voit les gens en action, on les connaît mieux, on comprend la différence ». C'est ce contact avec la différence qui permet, selon lui, de « redéfinir ce qu’est la norme ».

### Au théâtre
Stanislas Carmont devient en 2021 l’un des comédiens du Théâtre du Cristal d'Éragny-sur-Oise (Val-d’Oise). Cette compagnie théâtrale atypique accueille depuis 2004 à plein-temps quinze comédiens professionnels en situation de handicaps divers, liés administrativement à un ESAT (établissement ou service d'aide par le travail). À son arrivée dans la compagnie, il joue Variations singulières, mise en scène par Olivier Couder. L'année suivante, dans Fou d’ici, chamanes d’ailleurs, une visite décalée du Musée du Quai Branly et dans Le roi était à la bonne taille pour l’époque, une visite décalée du Château de Versailles, Cabaret des frissons garantis, les trois spectacles étant également mis en scène par Olivier Couder. C'est cette expérience qui lui permettra de se faire repérer comme acteur. Parallèlement, sa promotion auprès de la profession est assurée par l'agence artistique Cristal, première agence dédiée à la représentation d’artistes en situation de handicap, fondée par le Théâtre du Cristal dans le but de « lutter contre les discriminations et les stéréotypes, en œuvrant pour une place équitable des artistes dans l’industrie cinématographique et culturelle ».

### Au cinéma
En 2024, il est à l’affiche du film d’Artus Un p'tit truc en plus qui dépasse les 10 millions d'entrées. Le 22 mai, il monte, avec Artus et les autres acteurs et actrices, les marches du festival de Cannes.

### A la télévision
En 2024, il décroche un petit rôle dans l'épisode intitulé Entrée, plat, décès de la série télévisée policière Panda, diffusée sur TF1. Il y joue un commis de cuisine soupçonné de meurtre. Pour la première fois, le personnage qu'il incarne n’est pas défini par son handicap, ce qui fait dire à la journaliste Marie Persidat, dans Le Parisien : « Il interprétera pour la première fois un personnage non handicapé ».  Le rôle-titre de cette série créée par Thomas Mansuy et Mathieu Leblanc est tenu par Julien Doré et c’est ce dernier qui a souhaité solliciter le comédien. Les deux artistes se connaissent depuis 2022, lorsque le chanteur a été interviewé par l’équipe des Rencontres du Papotin. Trois ans après, Julien se souvient parfaitement de Stanislas : « Sa posture, sa façon de s'exprimer imprégnée de théâtre..., il y avait chez Stanislas quelque chose d'extrêmement beau ! »
Stanislas Carmont continue sur sa lancée en jouant, toujours en 2024, dans la série télévisée de TF1 Enquête en famille réalisée par Sophie Boudre et Dominique Farrugia.

## Combat pour l’acceptation des différences
Le principe de son combat est de s’affirmer comme personne autiste, mais tout en cherchant à « se détacher de cette étiquette ». Par exemple, Stanislas Carmont obtient en 2025, au même titre que les autres artistes, le statut d’intermittent du spectacle. Il lui convient très bien de ne pas être distingué des autres, même si pour en arriver là, son parcours est plus difficile. 
Il intervient dans des oeuvres qui traitent du handicap à travers un regard ouvert. Cette approche permet de banaliser la différence, car il déplore, avec Artus dans Le Figaro que « l’époque cherche à normaliser tout le monde ». Un pas de plus a été franchi lorsqu'il a joué dans Panda, le rôle d'une personne (peut-être) en situation de handicap, mais dont la différence n'est pas le sujet du film et n'intervient pas dans l'histoire. 
Avec le succès, Stanislas Carmont est de plus en plus souvent interviewé par la presse écrite et radiophonique. En mai 2024, il est l'invité d'Yves Calvi dans RTL Matin.